# بحيرة الأصفر
بحيرة الأصفر هي بحيرة تقع في العمران شرق الأحساء بالسعودية، وتعتبر أكبر تجمع مائي في منطقة الخليج، وهي الوحيدة في المملكة من نوعها والتي تعيش فيها حياة فطرية متكاملة. كانت البحيرة تسمى سابقاً ببحيرة هجر. للبحيرة أهمية كبيرة فهي تستوعب المياه الزائدة من الأمطار الغزيرة وتحمي المنطقة من المستنقعات عبر المصارف المفتوحة، كما أنها مصدر رزق للأهالي ومصدراً للحشائش التي تستخدم أعلافاً للمواشي وكذلك للأسماك الصغيرة، وبعض النباتات التي تستخدم في عمليات التصنيع كنبات الأسل، إلى جانب ذلك إنها كانت تعتبر بيئة طبيعية حاضنة لكثير من الحيوانات والطيور المقيمة والمهاجرة. وتعتبر بحيرة الأصفر بواحة الأحساء البحيرة الوحيدة في المملكة التي تعيش فيها حياة فطرية متكاملة، في فبراير 2019، أعلنت وزارة البيئة السعودية عن تحويل البحيرة إلى محمية طبيعية. ويأتي تحويلها بغرض تأهيلها للدخول في قائمة التراث العالمي.

## التسمية
كانت تسمى البحيرة سابقاً ببحيرة هجر، ثم أخذت اسمها الحالي من الأصفر الثعلبي حاكم المنطقة سابقاً.

## الموقع
تقع بحيرة الأصفر في المنطقة الشرقية من السعودية شرق مدينة الأحساء وتبعد عن مدينة العمران بحوالي 13 كم.

## جيولوجيا
يعتمد مصدر مياه البحيرة الأساسي على مياه الصرف الزراعي، تسير فيها قنوات الصرف لتتجمع في قناة واحدة رئيسة تصب في نهاية البحيرة، واعتمدت على المصارف الأهلية لتغذيتها بمياه مصارف سقي النخيل والمزارع تأتي مياه البحيرة حالياً من مياه مصارف ري المزارع ومياه الصرف الصحي المعالج بشكل كامل الآتي من محطات الهفوف والمعالج بشكل جزئي بالترسيب والتعقيم بالكلور فقط وهو القادم من محطة العمران والذي كان له أثر سلبي لطبيعتها وخصائصها وعلى الحياة الفطرية والطبيعية. كما تلعب البحيرة دوراً آخر في الشتاء حيث تنقل هذه المصارف مياه الأمطار إليها.

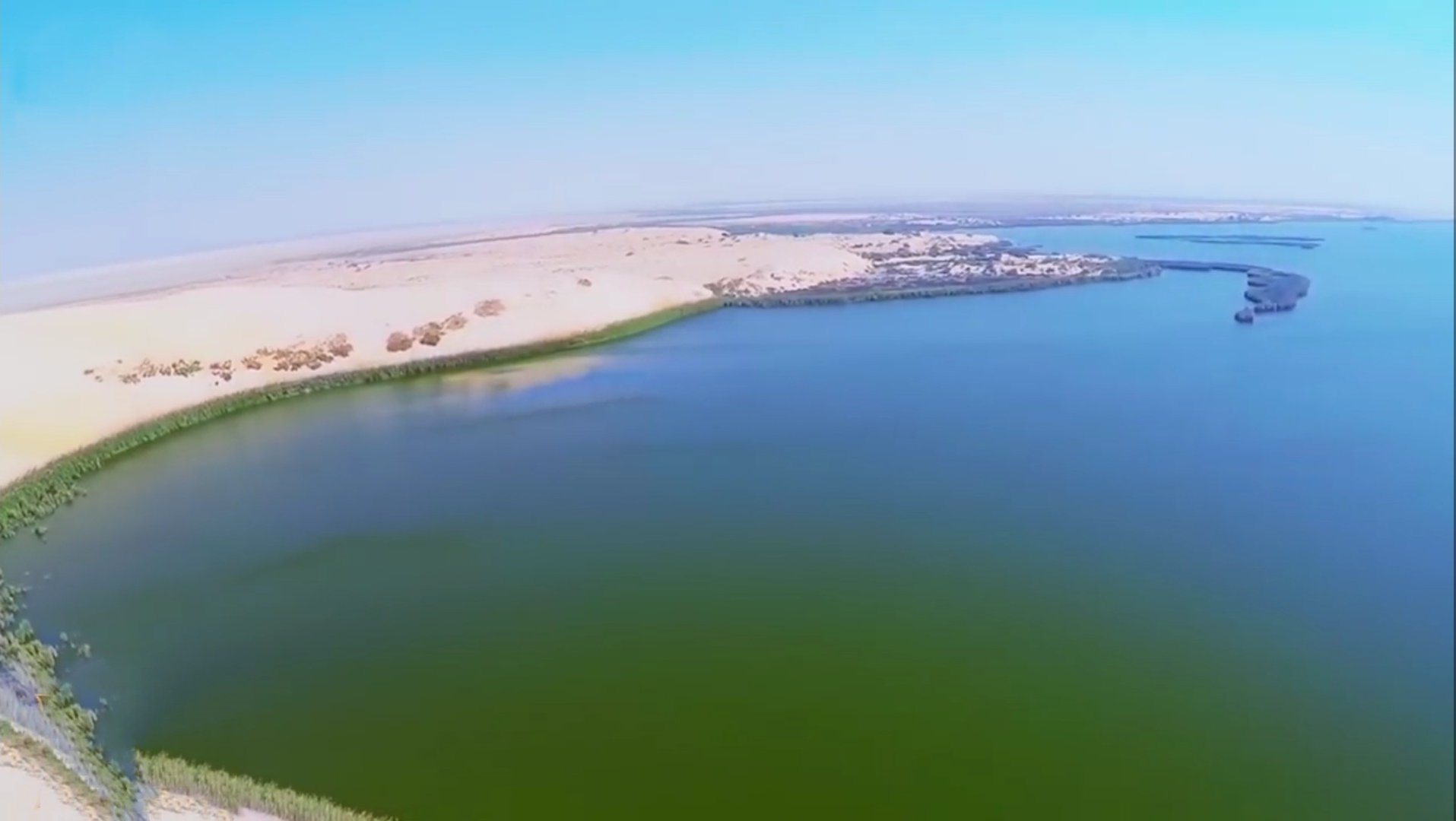
بحيرة الأصفر في الأحساء السعودية

تحيط بالبحيرة الكثبان الرملية ولذا يعتبر الوصول إليها أمراً شاقاً. تنمو حول البحيرة العديد من النباتات الصحراوية المختلفة منها نبات الطرفاء والأرطى والشنان والسرخس الذي ينمو بكثافة حول أطرافها، وعند انحسار المياه صيفاً تكون مرعى للأغنام والإبل ويخيم حولها جمع من أهل البادية. تعد البحيرة محطة استراحة لهجرات الطيور المختلفة التي تعبر مرتين في العام من الشمال إلى الجنوب ومن الجنوب إلى الشمال وتتنوع هذه الطيور من كبيرها كالبط والأوز إلى صغيرها كالبلابل والعصافير. كما تضم البحيرة أسماكاً بأحجام مختلفة نتيجة لعدم اصطيادها من قبل مرتادي البحيرة، كما يعيش في البحيرة السلاحف وعدد من الحيوانات البرمائية والضفادع بالإضافة إلى أنواع الأعشاب المائية والطحالب المغذية للحياة الفطرية والتي تتحمل الكثير من الملوحة مثل الكرغل والسويداء والعقربان وغيرها
تختلف البحيرة في مساحتها وعمق مياهها حسب الموسم ونسبة هطول الأمطار في الأحساء، فتضمحل مساحتها في الصيف وتزداد نسبة الملوحة والمواد العضوية فيها، مما يؤدي إلى نفوق كثير من الأسماك والأحياء المائية فيها، ويتضاعف حجمها في فصل الشتاء وإذا سقطت الأمطار يصل عمقها إلى أكثر من مترين في بعض الأماكن، مما يجعلها مأوى للطيور المهاجرة، تبلغ مساحة البحيرة حوالي 240,000 متر مربع. وعمقها يتفاوت بحسب كمية الأمطار أو كمية مياه الصرف الزائد من مياه مشروع الصرف والري. وكذلك مياه الصرف الصحي الذي يصب في المصرف (D2) بينما يصل طول البحيرة إلى 25 كم، أما العرض فيتغير بين الصيف والشتاء لأنه عبارة عن خلجان صغيرة. ونتيجةً لذلك فأن مساحة البحيرة تتغير أيضاً، فتكون أقصى مساحة للبحيرة في الصيف بنحو 30 كم مربع، يصل فيها معدل المياه إلى 42 مليون متر مكعب. فيما يكون أقصى مساحة للبحيرة في الشتاء 48 كم مربع، ومعدل المياه 282 مليون متر مكعب.

## التاريخ
ذُكرت البحيرة على لسان العديد من المؤرخين كما تطرقوا لها عند الحديث عن الإمكانات الترفيهية في الأحساء. وارتبطت البحيرة بتواجد المياه في الأحساء قديماً، حيث كانت سابقاً امتداداً لنهر المُحَلم العظيم والذي يمتد من عين الحارة والعيون القريبة منها ليمر عبر جبل القارة وأبو الحصيص ليصل إلى الخليج العربي، وكان ممراً للمراكب والسفن حسب ما ذكر المؤرخ عبد الخالق الجنبي، وبعد انقطاع النهر وجفافه، جاء القرامطة سنة 929م، في عهد عبد الله بن الحسن القرمطي بنظـام ري زراعي منظم حسب انسيابية الأرض لتنتهي بتجمّع مائي ضخم شرق العمران مباشرة.
في عهد الملك فيصل قامت شركة هوليزمان الألمانية عام 1970م والتي أوكلت لها مشروع الري والصرف بشق مصرف لينتقل التجمع المائي من شرق العمران مباشرة إلى الموقع الحالي للبحيرة والذي يبتعد حوالي 10 كم عنها شرقاً لتنتقل البيئة الطبيعية وسط الصحراء والكثبان الرملية، وتحافظ على الكثير من الحيوانات والطيور والأسماك التي كادت تنقرض.

## المشاكل الحالية
درجة الملوحة في البحيرة أعلى من ملوحة مياه قناة الصرف المجاورة للبحيرة، إضافة إلى ملاحظة وجود زيادة في تركيز الأمونيوم والحديد في مياه البحيرة. وخلال الدراسة التي أجريت من عام 2007م حتى عام 2010م، يتضح أن حجم كمية المياه المتدفقة في البحيرة صيفاً يتراوح ما بين تسعة ملايين و190 ألف متر مكعب، إلى 22 مليوناً و850 ألف متر مكعب، على مساحة سطحية 19.2 كيلو مترمربع، بينما يصل حجم المياه المتدفقة في البحيرة شتاءً إلى 59 مليوناً و500 ألف متر مكعب، في مساحة تمتد إلى 22.4 كيلو متر.

## وصلات خارجية
- فيديو عن بحيرة الأصفر.
- تقرير عن بحيرة الأصفر.
- فيديو تصوير جوي لبحيرة الأصفر.
- صور متنوعة لبحيرة الأصفر.